# 古谷ゆう子
古谷 ゆう子（ふるや ゆうこ）は、日本のライター、翻訳家。

## 経歴
幼少期からドイツ・フランスに約13年間住んでいた。編集プロダクション、カルチャー分野のライター、月刊誌のフランス担当など、雑誌を中心に活動。「クーリエ・ジャポン」編集部などを経てフリーのライターになる。
執筆分野はカルチャーやライフスタイルなどが中心。現在は「AERA dot.」や「Edua」などのオンライン雑誌に寄稿する他、翻訳活動にも注力している。

## 翻訳
- 『パリジェンヌのつくりかた』（カロリーヌ・ド・メグレ, アンヌ・ベレスト, オドレイ・ディワン, ソフィ・マス、早川書房） 2014.11
- 『大酒飲み・美食家が多いのに長寿大国フランスの医師が教える健康法』（ミシェル・シム、大和書房） 2018.10
- 『40過ぎてパリジェンヌの思うこと』（カロリーヌ・ド・メグレ, ソフィ・マス、早川書房） 2021.11